# Клин (геометрія)
| Клин                  | Клин                                                  |
| --------------------- | ----------------------------------------------------- |
|                       |                                                       |
| Властивості           | Опуклий                                               |
| Елементи              | 6 граней 9 ребер 6 вершин (3-го степеня)              |
| Характеристика Ейлера | {\displaystyle \chi =\Gamma -{\hbox{P}}+{\hbox{B}}=2} |
| Грані                 | 2 трикутники 3 трапеції                               |

Клин у геометрії (англ. wedge) — це опуклий багатогранник, що складається з п'яти граней: двох трикутників і трьох трапецій . Клин має 9 ребер і 6 вершин. Верхнє ребро клину паралельне основі.
Клин є підкласом призматоїдів, якщо розглядати верхнє ребро як вироджену грань (у призматоїдів дві грані є паралельними).
Порівняння з іншими багатогранниками:
- Якщо одна грань паралелепіпеда вироджується у відрізок, отримається клин.
- Піраміда, основа якої — трапеція (зокрема і паралелогам, прямокутник, квадрат) є клином, в якому одне з ребер вироджене в точку.
- Клин можна розглядати як трикутну зрізану призму.
- Трикутна призма є окремим випадком клина з двома паралельними трикутними гранями.

## Часткові випадки
| Вид клина                               | Грані                                                                                    | Зображення | Опис |
| --------------------------------------- | ---------------------------------------------------------------------------------------- | ---------- | --- |
| Правильний клин (правильногранний клин) | 3 квадрата 2 правильних трикутника                                                       |            | клин, всі грані якого — правильні багатокутники, всі ребра — однакової довжини. Багатогранник можна розглядати як правильну трикутну призму. Симетрія: D3h, [3,2], (*223) порядок 12 (Діедральна симетрія 3-призми) Має вісь симетрії 3-го порядку та три осі симетрії 2-го порядку; чотири площини симетрії. Також цей клин можна вважати «двосхилим куполом» (купол відрізка і квадрата). |
| Прямий клин                             | Основа: 1 прямокутник Бокові грані: 2 прямокутника, 2 рівнобедрених трикутника           |            | клин, основа якого — прямокутник (зокрема і квадрат), а бокові грані прямокутники та рівнобедрені трикутники. Трикутні грані перпендикулярні до основи. Багатогранник можна розглядати як пряму трикутну призму з основою- рівнобедрений трикутник. Має вісь симетрії 2-го порядку; дві площини симетрії. Також цей клин можна вважати «двосхилим куполом» (купол відрізка і прямокутника). |
| Скошений прямий клин                    | Основа: 1 прямокутник Бокові грані: 2 рівнобедрених трапеції, 2 рівнобедрених трикутника |            | клин, основа якого — прямокутник (зокрема і квадрат), а бокові грані рівнобедрені трапеції та рівнобедрені трикутники. Трикутні грані однаково нахилені до основи. Має вісь симетрії 2-го порядку; дві площини симетрії. |

## Формули

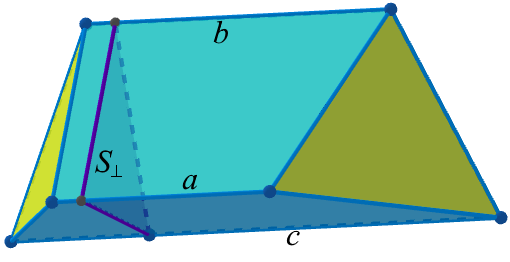
Двічі скошена пряма трикутна призма

Об'єм довільного клина можна обрахувати за фомулою об'єма для двічі скошеної прямої трикутної призми :
{\displaystyle V={\frac {a+b+c}{3}}\cdot S_{\perp }}
де {\displaystyle a} , {\displaystyle b} , {\displaystyle c} — довжини паралельних ребер клина.
{\displaystyle S_{\perp }} — площа перерізу, перпендикулярного до цих ребер.

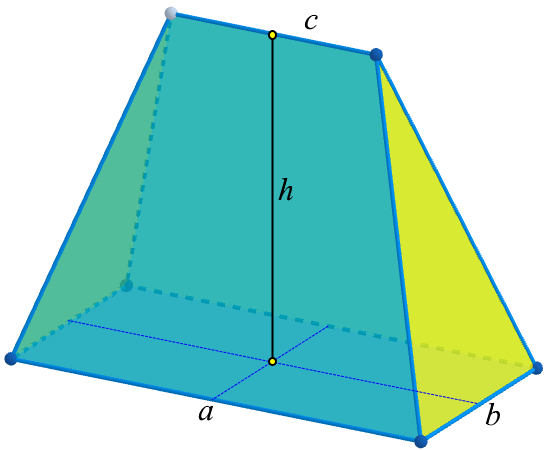
Скошений прямий клин

Для скошеного прямого клина справедливі формули:
Об'єм:
{\displaystyle V=bh\left({\frac {a}{3}}+{\frac {c}{6}}\right),} (формула справедлива для будь-якого клина з прямокутною основою.)
Площа поверхні:
{\displaystyle S=ab+(a+c){\sqrt {h^{2}+{\frac {b^{2}}{4}}}}+b{\sqrt {h^{2}+{\frac {(a-c)^{2}}{4}}}}}
Центр тяжіння лежить на осі клина на відстані {\displaystyle z={\frac {(a+c)\cdot h}{2(2a+c)}}} від його основи.
тут {\displaystyle a} , {\displaystyle b} — довжини ребер прямокутної грані клина.
{\displaystyle c} — довжина верхнього (апексного) ребра, паралельного основі.
{\displaystyle h} — висота, відстань від верхнього ребра клина до його основи.
Для прямого клина (при {\displaystyle c=a}) формули спрощуються до:
{\displaystyle V={\frac {ab}{2}}\cdot h} , 
{\displaystyle S=ab+b\cdot h+2a\cdot {\sqrt {h^{2}+{\frac {b^{2}}{4}}}}} , 
 {\displaystyle z={\frac {h}{3}}}

## Приклади
Клини можна отримати розрізанням інших багатогранників. Наприклад, додекаедр можна розбити на центральный куб і 6 прямих клинів з квадратною основою, що покривають грані куба. Орієнтації клинів обираються так, що трикутні і трапецевидні грані сполучаються й утворюють правильні п'ятикутники.
Два тупих клини можна отримати при розрізанні навпіл правильного тетраедра площиною, яка є паралельною до двох протилежних сторін.
| Трикутна призма (Паралельний трикутний клин) | Тупокутний клин як зрізаний наполовину правильний тетраедр | Клин, побудований з 8-ми трикутних граней і 2-х квадратів. Його можна розглядати як тетраедр, нарощений двома квадратними пірамідами. | Додекаедр можна роскласти на центральний куб і 6 клинів на його 6-ти квадратних гранях. |

## Пов'язані багатогранники

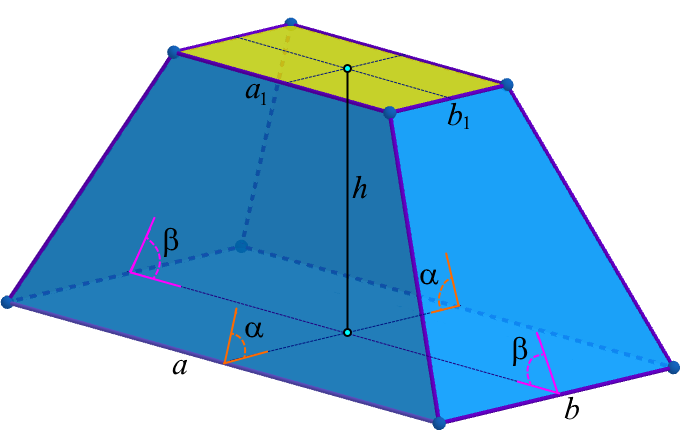
Обеліск

Обеліск (Зрізаний прямий клин)– багатогранник у якого нижня та верхня основи є прямокутниками, розташованими в паралельних площинах; протилежні бічні грані (конгруентні рівнобедрені трапеції) однаково нахилені до основи, але не перетинаються.
Об'єм багатогранника можна обрахувати за формулою:
{\displaystyle V={\frac {(2a+a_{1})\cdot b+(2a_{1}+a)\cdot b_{1}}{6}}\cdot h={\frac {a\cdot b+(a+a_{1})\cdot (b+b_{1})+a_{1}\cdot b_{1}}{6}}\cdot h}